# Konvojkommissariatet
Konvojkommissariatet var ett ämbetsverk, som intill 1867 års slut hade uppdraget att förvalta Handels- och sjöfartsfonden, vars benämning före 1835 var Konvojkassan.
Redan vid mitten av 1600-talet blev det bruk att vid krigstillfällen låta örlogs-fartyg konvojera handelsfartyg vid deras resor på utrikes ort. Från 1690 skickades i Sverige årligen ut konvojer en tid framåt, för vilket ändamål ett kommissariat upprättades i samband med amiralitetet i Göteborg. Kostnaden för konvojerna bestreds till en del av dem, som använde sig av konvoj, i det vid tullkammaren i Göteborg erlades en avgift av en procent av varan och för varje fartyg, som förde barlast, 1/8 riksdaler av lasten.
Sedan det handlande borgerskapet i riket, för handelns skyddande mot "barbareske kapare", 1723 åtagit sig en viss avgift, så kallad extra licent, på alla i svenska hamnar inkommande eller utgående varor till inrättande av en konvojkassa, med förbehållet att genom deputerade jämte någon av amiralitetet få disponera över dessa medel, bildades 1724 Konvojkommissariatet, som först hade sitt säte i Göteborg, men 1741 flyttades till Stockholm. Sedan 1790-97 i stället för Konvojkommissariatet fungerat ’’Komiterade för konvojärendenas bestyrande’’, återupplivades Konvojkommissariatet 1797 samt fortfor att vara verksamt intill 1867 års slut.
Konvojkommissariatet bestod 1797 av en amiral som ordförande, ett kansliråd och två ledamöter av grosshandelssocieteten samt därjämte tre extra ledamöter. Ledamöternas antal blev sedermera inskränkt, först till fyra, sedermera till två. Genom kungligt brev 1837 förklarades att, med besparing av det då ledigblivna ordförandearvodet, presidenten i Kommerskollegium skulle tillika vara ordförande i Konvojkommissariatet. Sedermera erhöll dock detta ämbetsverk åter en självständig ordförande. Efter föreningen med Norge övertogs även åtgärderna för norska handelns skyddande mot Barbareskstaterna av Konvojkommissariatet, mot ett årligt bidrag från nämnda land. Konvojkommissariatet blev därigenom ett slags unionellt ämbetsverk, och enligt kungligt brev 1815 skulle ett av statsråden vid norska statsrådsavdelningen i Stockholm äga säte och stämma i detsamma. 1867 förordnades att Konvojkommissariatets verksamhet skulle upphöra med 1867 års slut samt att Handels- och sjöfartsfondens kontanta medel därefter skulle förvaltas av Statskontoret.